# 8048 Andrle
8048 Andrle (1995 DB1) là một tiểu hành tinh vành đai chính được phát hiện ngày 22 tháng 2 năm 1995 bởi M. Tichy và Z. Moravec ở Klet.